# Danses concertantes
Le Danses concertantes sono una composizione di Igor' Fëdorovič Stravinskij scritta fra il 1941 e il 1942.

## Storia
Nel 1941 Werner Janssen, direttore dell'Orchestra da camera di Los Angeles, chiese a Stravinskij di scrivere un pezzo adatto alla sua formazione musicale. Nacquero così le Danses concertantes, una suite di danze puramente astratte, anche se l'autore in partitura le ebbe a definire come un Concerto per piccola orchestra. La composizione fu iniziata ad Hollywood nel 1941 e fu terminata il 13 gennaio 1942. La prima esecuzione avvenne al Philharmonic Auditorium di Hollywood l'otto febbraio 1942 con la direzione dello stesso Stravinskij.

## Analisi
La suite si articola in cinque movimenti
- 1.Marche, Introduction
- 2.Pas d'action - Con moto
- 3.Thème varié - Lento
- a. Variazione I - Allegretto
- b. Variazione II - Scherzando
- c. Variazione III - Andantino
- d. Variazione IV - Tempo giusto
- 4.Pas de deux - Risoluto, Andante sostenuto
- 5.Marche, Conclusion

In questo lavoro, caratterizzato da una singolare leggerezza giocosa, Stravinskij, invece di rivisitare opere di altri autori come aveva già fatto più volte in passato, si rifà a se stesso; il lavoro è infatti ricco di auto-citazioni a partire dalla marcia introduttiva che richiama chiaramente il Concerto in mi bemolle "Dumbarton Oaks" e, più avanti, si ritrovano echi da Jeu de cartes con una trasposizione rovesciata di una delle variazioni; ancora sono presenti aspetti ritmici da l'Histoire du soldat e le sillabazioni ripetute dei Pribautki. Persino l'impulso ritmico in apertura deriva direttamente dalla straordinaria forza ritmica che con Le sacre du printemps aveva travolto il mondo musicale nel 1913. Anche in questo caso la straordinaria abilità assimilatrice del musicista riesce a reinventare persino se stesso.

## Organico
Flauto, oboe, clarinetto, fagotto, due corni, tromba, trombone, timpani, archi.

## Realizzazioni coreografiche
Nel 1944 George Balanchine realizzò un balletto in cinque parti sulla musica delle Danses concertantes ponendo il centro dell'azione coreografica sul Pas de deux destinato a delle étoiles. Il balletto, astratto e rigorosamente di stampo classico, venne rappresentato in prima assoluta il 10 settembre 1944 al City Center of Music and Drama di New York con il Ballet Russe de Monte Carlo, scene e costumi di Eugene Berman. Nel 1955 Kenneth MacMillan realizzò un'altra coreografia per il Sadler's Theatre Ballet di Londra con scene e costumi di Nicholas Georgiadis. Nel 1972 ancora Balanchine, in occasione del novantesimo dalla nascita di Stravinskij, al Festival stravinskiano organizzato dal New York City Ballet, creò una nuova coreografia delle Danses concertantes.